# Cheval, Florida
Cheval är en ort (CDP) i Hillsborough County, i delstaten Florida, USA. Enligt United States Census Bureau har orten en folkmängd på 10 702 invånare (2010) och en landarea på 15,4 km².